# Podoscirtodes orocharoides
Podoscirtodes orocharoides är en insektsart som först beskrevs av Morgan Hebard 1928.  Podoscirtodes orocharoides ingår i släktet Podoscirtodes och familjen syrsor. Inga underarter finns listade i Catalogue of Life.